# Wrecked (Imagine Dragons)
Wrecked è un singolo del gruppo musicale statunitense Imagine Dragons, pubblicato il 2 luglio 2021 come secondo estratto dal quinto album in studio Mercury - Act I.

## Descrizione
Scritta dal frontman del gruppo Dan Reynolds, il testo è stato ispirato dalla morte della cognata del cantante, Alisha Durtschi Reynolds, malata di cancro:

## Video musicale
Il video è stato reso disponibile il 15 luglio 2021 attraverso il canale YouTube del gruppo. Diretto da Matt Eastin, il video mostra Reynolds combattere contro il dolore e il rimorso, mentre le visioni di una donna, che si presume sia la cognata Alisha, apparire in un certo numero di luoghi, tra cui una festa in casa, la spiaggia e anche nei suoi sogni.

## Tracce
Testi e musiche di Dan Reynolds, Ben McKee, Daniel Platzman e Wayne Sermon.
1. Wrecked – 4:04

## Classifiche

### Classifiche settimanali
| Classifica (2021-22)             | Posizione massima |
| -------------------------------- | ----------------- |
| Austria                          | 57                |
| Belgio (Fiandre)                 | 27                |
| Canada                           | 91                |
| Croazia                          | 24                |
| Francia                          | 38                |
| Germania                         | 75                |
| Italia                           | 85                |
| Paesi Bassi                      | 53                |
| Portogallo                       | 126               |
| Repubblica Ceca                  | 13                |
| Slovacchia                       | 47                |
| Stati Uniti                      | 111               |
| Stati Uniti (alternative)        | 2                 |
| Stati Uniti (rock & alternative) | 11                |
| Svezia                           | 64                |
| Svizzera                         | 10                |

### Classifiche di fine anno
| Classifica (2021) | Posizione |
| ----------------- | --------- |
| Belgio (Fiandre)  | 78        |
| Croazia           | 95        |
| Svizzera          | 41        |
| Classifica (2022) | Posizione |
| Belgio (Fiandre)  | 140       |
| Belgio (Vallonia) | 134       |
| Francia           | 130       |
| Svizzera          | 58        |